# Krašce
Krašce este o localitate din comuna Moravče, Slovenia, cu o populație de 120 de locuitori.